# Oshiroi

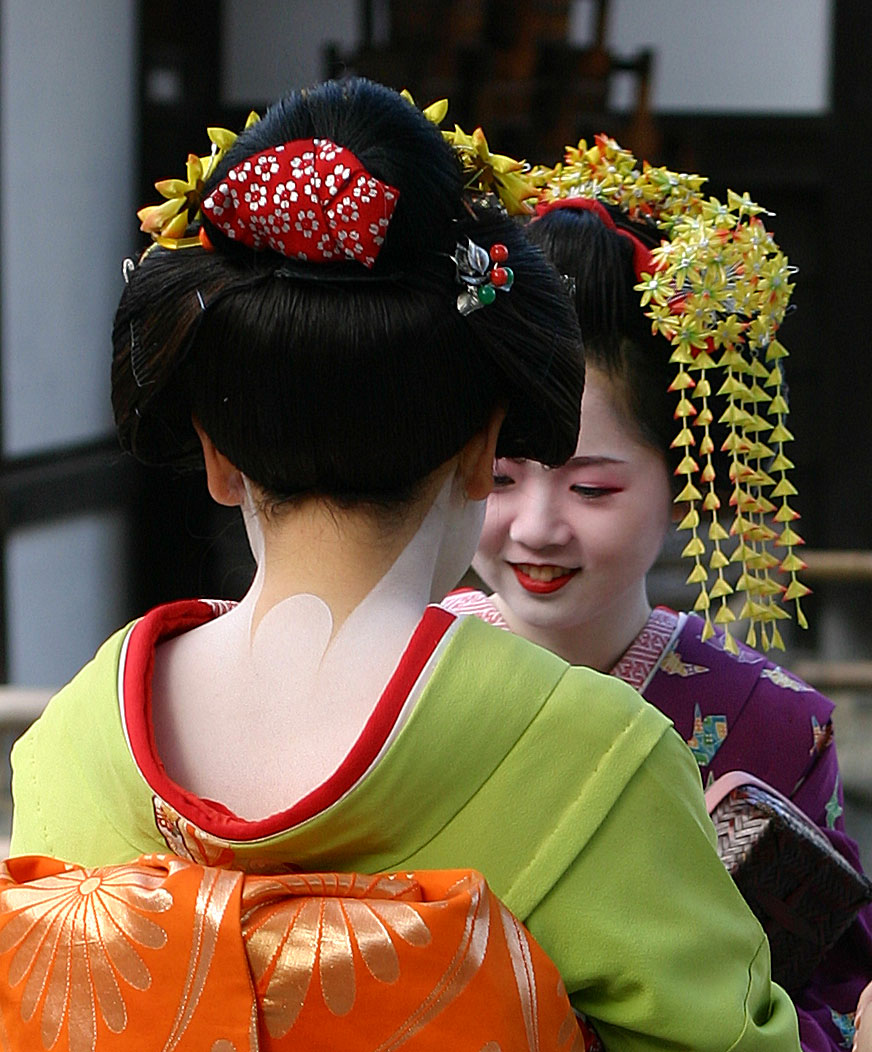
Typische Nacken-Schminke

Oshiroi (jap. 白粉) nennt sich das Pulver zum Weißen der Haut, das in Japan hauptsächlich bei Kabuki-Schauspielern sowie Geisha und Maiko Verwendung findet.
Die Schreibweise 白粉 bedeutet übersetzt „weißes Pulver“ – die Aussprache oshiroi lediglich „weiß“ (shiroi) mit dem Honorativpräfix o-.

## Anwendung
Oshiroi wird nicht direkt auf die Haut aufgetragen. Als Grundierung werden spezielle Wachsarten verwendet. Mit Bintsuke (鬢付[け]) wird dabei das Gesicht sowie der Hals bedeckt. Ishineri (石練[り]) wird hingegen speziell für die Augenbrauen aufgetragen.
Anschließend wird das mit Wasser vermischte Oshiroi mit einem breiten, flachen Pinsel auf die Haut aufgetragen und mit Reispulver abgepudert.